# Cucina marchigiana
La cucina marchigiana è l'insieme delle cucine delle Marche. La prima documentazione storica è del 1779 col  manuale di cucina Il cuoco maceratese di Antonio Nebbia.

## Antipasti e aperitivi
L'antipasto tipico è freddoe trae le sue diverse composizioni da un'ampia varietà di salumi e formaggi locali come il salame di Fabriano, i salamini alla cacciatora, il prosciutto, il ciauscolo, la lonza, il lonzino, il prosciutto di Carpegna, il ciarimbolo, la coppa marchigiana, il mazzafegato, la galantina, il migliaccio, il salame di pecora, il prosciutto aromatizzato del Montefeltro, il salame soppressato lardellato e di Frattula, la salsiccia di fegato, il casecc, il formaggio di fossa, il pecorino marchigiano, il pecorino in botte, il raviggiolo e la casciotta d'Urbino.
I salumi e formaggi vengono accompagnati dalla crescia composta di impasto del pane e di forma rotonda, da mangiare con le erbe di campo strascinate in padella fra cui i grugni ovvero la cicoria. È di rito, soprattutto nel periodo pasquale, la pizza di Pasqua, con impasto salato e lievitato, a forma di panettone e con pezzettoni di formaggio, in genere pecorino e parmigiano; il giorno di Pasqua non mancano solitamente le uova sode insieme a salumi e formaggi.
La pizza di formaggio viene servita, secondo usanze, insieme alla ricetta locale della frittata col mentrasto, una tipologia di menta, il lunedì di Pasqua a colazione, in preparazione alla tradizionale scampagnata.
Da menzionare anche il vasto ventaglio di sott’oli: carciofini, zucchine, melanzane, giardiniera, asparagi, cipolle rosse locali.
Servite con l'aperitivo (ma usate anche come secondo piatto) sono le olive all'ascolana, uno dei simboli della cucina marchigiana. Il disciplinare dell’Oliva Ascolana del Piceno regolamenta la loro realizzazione: l’oliva deve essere una tenera ascolana che, privata del suo nocciolo con un taglio a spirale, viene poi farcita col ripieno tipico.

## Primi
Sovrano dei primi piatti maceratesi ed anconitani sono i vincisgrassi, piatto già presente nel ricettario del Nebbia, dov'è chiamato princisgras. Meno opulente sono le altre minestre tradizionali dell'anconetano e dell'ascolano: i quadrucci con le patate (o con le fave, o con fagioli e cotiche), le pecianelle di Sassoferrato (grossi spaghetti lievitati conditi col pomodoro), i frescarelli (grumi di farina cotti nell'acqua e conditi con aglio e pecorino).
Da ricordare i passatelli, pasta artigianale solitamente servita in brodo. Nel fermano sono prodotti i "maccheroncini di Campofilone", da condirsi a piacere.
Le tagliatelle fritte sono una specialità tipica di Monterubbiano, paese in provincia di Fermo: si tratta di polpette impanate e fritte, ripiene di tagliatelle servite con ragù.
Occupa una posizione di rilievo nella cucina regionale il brodetto marchigiano. La versione "rossa" del pesarese e dell'anconetano, al pomodoro, differisce da quella "gialla" del maceratese, del fermano e dell'ascolano, allo zafferano.  
Marchigiana è la ricetta della pasta al fumé, creata da uno chef di Castelplanio nel 1978 e composta da maccheroncini con una crema di pancetta o speck, passata di pomodoro, panna e un formaggio filante, solitamente emmenthal.

## Secondi
Tra i secondi piatti del centro della regione vanno ricordati il maiale in porchetta, la trippa, il pollo arrosto «co' lu pilotto» (cioè insaporito da una spessa fetta di lardo), il pollo coi peperoni; l'agnello marinato, la corata d'agnello e la frittata con la mentuccia sono piatti tipici del periodo pasquale.
Tipici del capoluogo sono lo stoccafisso all'anconitana, in potacchio, ma con grossi pezzi di patate, pomodoro e acciughe. Famoso è il fritto all'ascolana, composto principalmente dalle olive ascolane (ripiene di carne, impanate e fritte) e dai cremini (cubetti di crema pasticciera impanati e fritti).
Tipico del Pesarese è un brasato che ha origini più di cento anni fa ed è la pasticciata alla pesarese, consta in un girello o magatello di vitello fatto rosolare, in abbondante olio e poi sfumato con vino bianco. Si aggiunge poi il concentrato di pomodoro allungato con acqua. Si fa bollire per qualche ora e poi si lascia raffreddare. Viene poi tagliato a fette poi cotto di nuovo nel suo sugo di pomodoro e fondo di cottura. Viene di solito accompagnato da purè di patate e erbe miste di campo saltate in padella.
Fa parte della tradizione di tutta la regione la polenta sulla spianatora che può essere servita con vari sughi. 

## Dolci e prodotti al forno

### Dolci tipici delle feste annuali
Nel periodo di carnevale, i dolci tipici della regione sono cinque, tutti caratterizzati dal fatto di essere fritti:
- le castagnole (o castagnoli), ovvero palline di impasto fritte e poi riempite di crema o lasciate naturali e ricoperte con zucchero;
- le frappe (o cresciole), pezzi di sfoglia all'uovo fritti e cosparsi di zucchero semolato o a velo;
- la cicerchiata, composta da piccole palline d'impasto fritte in olio d'oliva o nello strutto e poi mescolate con miele bollente;
- gli arancini, ottenuti da una sfoglia cosparsa di scorza d'arancio, arrotolata e tagliata a fette che poi vengono poi fritte.

Tipici della provincia di Ascoli Piceno sono i ravioli dolci con ripieno di castagne.
La tradizionale "pizza di Pasqua" (o crescia di Pasqua) è un prodotto salato da forno a base di formaggio, ma ne esiste anche una variante dolce, che prevede l'aggiunta di canditi; si consuma insieme ai tipici salumi e alle uova benedette in occasione della colazione della mattina di Pasqua.
Nel periodo che segue la vendemmia, si preparano i sughetti o sciughetti, fatti con succo d'uva o mosto, frutta secca e uvetta con una consistenza simile ad una crema. Nello stesso periodo i forni della regione preparano le fette al mosto e le ciambelle al mosto.
Nel paese di Petritoli per la "Festa delle Cove" si preparano le pizzette fritte.
Tipici e antichi dolci delle festività natalizie marchigiane sono il frustingo e il bustrèng, molto simili tra loro e ricchi di infine varianti; sono a base di fichi secchi, miele, e scorze di agrumi; ogni dialetto della regione chiama questi dolci con nomi diversi. Anche il torrone ha qui una lunga e illustre tradizione. Il tipico pane natalizio contiene fichi secchi, uvetta, noci e pepe; è cotto nel forno a legna.

### Dolci preparati in tutto il corso dell'anno
In tutta la regione si trovano:
- i maritozzi, un impasto di pane dolce con uvetta e anice con sopra uno strato di glassa;
- le pesche dolci ovvero due metà di pasta frolla bagnate nell'alchermes ripiene di cioccolato;
- il ciambellone non a forma rotonda di ciambella ma spianato sulla teglia, avolte ripieno di crema o cioccolato con mandorle.
- il castagnaccio, a base di con farina di castagne e frutta secca.

Il sanguinaccio consiste in una miscela di pan grattato, miele, rum, cannella, sapa e scorza d'arancio stipata nel budello di maiale e bollita per mezz'ora
Nell'area di Apiro e Cingoli si preparano i cavallucci, piccoli dolcetti ripieni di fichi, sapa e cioccolato. La lonza di fico, tipica di Ancona, è un salume dolce ottenuto con pasta di fichi e noci.